# La Garde-Freinet
La Garde-Freinet là một xã, thuộc tỉnh Var trong vùng Provence-Alpes-Côte d’Azur, Pháp. Xã này có diện tích 76,64 km², dân số năm 2006 là 1771 người. Xã này nằm ở khu vực có độ cao từ 60-674 mét trên mực nước biển.